# Unterseeboot U-85 (1916)
Pour les autres navires du même nom, voir Unterseeboot 85.
L'Unterseeboot U-85 est l’un des 329 sous-marins de la marine impériale allemande pendant la Première Guerre mondiale, participant à la première bataille de l'Atlantique.
Initialement, les sous-marins U-81 à U-83 avaient un canon de 10,5 cm avec 140 à 240 obus. D’autre part, les sous-marins U-84 à U-86 avaient deux canons de 8,8 cm. En 1917, les U-84 à U-86 ont été rééquipés d’un seul canon de 10,5 cm avec 240 obus.

## Conception
Les sous-marins de type U 81 ont été précédés par les sous-marins de type UE I, plus courts. L'U-85 avait un déplacement de 808 tonnes en surface et de 946 tonnes en immersion. Le navire avait une longueur hors tout de 70,06 m, et 55,55 m pour la coque sous pression, un maître-bau de 6,30 m, une hauteur de 8 m et un tirant d'eau de 4,02 m. Le sous-marin était propulsé par deux moteurs de 2400 ch (1800 kW) en surface et deux moteurs de 1200 ch (880 kW) en immersion. Il avait deux arbres d'hélice. Il était capable d’opérer à des profondeurs allant jusqu’à 50 mètres.
Le sous-marin avait une vitesse maximale de 16,8 nœuds (31,1 km/h) en surface et de 9,1 nœuds (16,9 km/h) en immersion. Il pouvait parcourir 11220 milles marins (20780 km) à 8 nœuds (15 km/h) en surface, et 56 milles marins (104 km) à 5 nœuds (9,3 km/h) en immersion. L'U-85 était armé de quatre tubes lance-torpilles de 50 centimètres, un à bâbord et un à tribord à chaque extrémité, de douze à seize torpilles et d’un canon de pont de 10,5 cm SK L/45. Il avait un équipage de trente-cinq hommes : trente et un matelots et quatre officiers.

## Affectations
- Flottille IV : du 15 janvier au 12 mars 1917.

## Commandants
- Kapitänleutnant Willy Petz[3] : du 23 octobre 1916 au 12 mars 1917.

## Navires coulés
| Date            | Nom           | Nationalité | Tonnage | Destin.   |
| --------------- | ------------- | ----------- | ------- | --------- |
| 26 janvier 1917 | Dicax         | Norvège     | 923     | Coulé     |
| 6 février 1917  | Cliftonian    | Royaume-Uni | 4303    | Coulé     |
| 6 février 1917  | Explorer      | Royaume-Uni | 7608    | Endommagé |
| 7 février 1917  | SS California | Royaume-Uni | 8669    | Coulé     |
| 7 février 1917  | Vedamore      | Royaume-Uni | 6330    | Coulé     |